# Кармалейка (Пензенская область)
Кармалейка — село в Вадинском районе Пензенской области России. Входит в состав Ягановского сельсовета.

## География
Село находится в северо-западной части Пензенской области, в пределах восточной окраины Окско-Донской низменности, в лесостепной зоне, на правом берегу реки Кармалейки, вблизи места впадения её в Вадинское водохранилище, на расстоянии примерно 4 километров (по прямой) к востоку-юго-востоку (ESE) от села Вадинска, административного центра района. Абсолютная высота — 175 метров над уровнем моря.
Климат
Климат характеризуется как умеренно континентальный. Средняя температура воздуха самого холодного месяца (января) составляет −11,5 °C (абсолютный минимум — −44 °С); самого тёплого месяца (июля) — 19,5 °C (абсолютный максимум — 38 °С). Продолжительность безморозного периода составляет 133 дня. Годовое количество атмосферных осадков — 467 мм. Снежный покров держится в среднем 141 день.

## История
Основана в середине XVII века. Первыми жителями были солдаты и засечные сторожа Керенской оборонительной линии, татары по национальности. После перевода татар на службу в другое место в населённом пункте проживали однодворцы и помещичьи крестьяне. В 1721 году село Козьмодемьянское, Кормалейка тож, являлась владением лейб-гвардии Семёновского полка соляных дел надзирателя, сержанта Гаврилы Никифорова. Не позднее 1721 года была построена Козьмодемьянская церковь. В 1738 году выстроена новая деревянная церковь, перестроенная в 1868 году.
В 1782 году показано как владение помещиков Аграфены Прохоровны, Петра, Григория, Николая Гавриловичей Ломоносовых и ряда других помещиков. Имелось 53 двора, Козьмодемьянская церковь и три деревянных господских дома. По данным 1806 года в деревне Казлейке 96 окладных душ однодворцев. В 1894 году действовала школа грамоты.
По состоянию на 1911 год в деревне, относившейся к двум волостям (северная часть относилась к Керенской волости, южная — к Ягановской волости) Керенского уезда, имелись: четыре крестьянских общества, 135 дворов, церковь, церковноприходская школа, водяная мельница и лавка. Население села того периода составляло 843 человека. По данным 1955 года в Кармалейке располагалась центральная усадьба колхоза «Победа».

## Население
| 1782 | 1864 | 1877 | 1897 | 1911 | 1926  | 1930  |
| ---- | ---- | ---- | ---- | ---- | ----- | ----- |
| 458  | ↘357 | ↘332 | ↗500 | ↗843 | ↗1000 | ↗1026 |
| 1939 | 1959 | 1979 | 1989 | 1998 | 2002  | 2010  |
| ↘694 | ↘410 | ↘168 | ↘118 | ↗120 | ↘71   | ↘39   |

Половой состав
По данным Всероссийской переписи населения 2010 года в гендерной структуре населения мужчины составляли 51,3 %, женщины — соответственно 48,7 %.
Национальный состав
Согласно результатам переписи 2002 года, в национальной структуре населения русские составляли 100 % из 71 чел.

## Улицы
Уличная сеть села состоит из одной улицы (ул. Заречная).